# Ans Schut
Ans Schut (n. 26 noiembrie 1944, Apeldoorn⁠(d), Gelderland, Țările de Jos) este o sportivă ce a reprezentat Regatul Țărilor de Jos, medaliată olimpică. A participat la o ediție a Jocurilor Olimpice (1968) în care a câștigat o medalie de aur.

## Participări
Lista de mai jos prezintă principalele competiții la care a participat Ans Schut de-a lungul carierei.
- speed skating at the 1968 Winter Olympics – women's 3000 metres[*]